# Capanna San Lucio
La capanna San Lucio è un rifugio alpino situato nella frazione di Bogno, sul Passo San Lucio, nel Canton Ticino, nelle Prealpi Luganesi a 1.540 m s.l.m. È situata nei pressi confine tra l'Italia e la Svizzera. Nelle vicinanze, in territorio italiano, si trova il rifugio San Lucio.

## Storia
Fu sostituita nel 1997 dalla capanna attuale.

## Caratteristiche e informazioni
La capanna è disposta su due piani, con refettorio unico per un totale di 35  coperti e 22 posti letto. Piano di cottura sia a legna, che a gas completa di utensili di cucina. Illuminazione con pannelli solari. Riscaldamento a legna. Ampio piazzale esterno con tavoli e fontana.

## Accessi
- Bogno 975 m
  - Bogno è raggiungibile anche con i mezzi pubblici.
  - Tempo di percorrenza: 1,30 ore
  - Dislivello: 550 metri
  - Difficoltà: T2
- Cozzo 1.025 m
  - Cozzo è raggiungibile anche con i mezzi pubblici.
  - Tempo di percorrenza: 1,45 ore
  - Dislivello: 500 metri
  - Difficoltà: T2
- Cavargna (I)
  - Tempo di percorrenza: 1,30 ore
  - Dislivello: 500 metri
  - Difficoltà: T2

## Ascensioni
- Gazzirola 2.116 m
  - Tempo di percorrenza: 1,45 ore
  - Dislivello: 550 metri
  - Difficoltà: T3

## Traversate
- Rifugio San Lucio (I) 5 min
- Rifugio Gazzirola (I) 1,30 ore
- Capanna del Monte Bar 3 ore
- Capanna del Gesero 7 ore